# Тиньяк
Тинья́к (фр. Tignac) — коммуна во Франции, находится в регионе Юг — Пиренеи. Департамент коммуны — Арьеж. Входит в состав кантона Акс-ле-Терм. Округ коммуны — Фуа.
Код INSEE коммуны — 09311.

## Население
Население коммуны на 2008 год составляло 25 человек.
| 1962 | 1968 | 1975 | 1982 | 1990 | 1999 | 2008 |
| ---- | ---- | ---- | ---- | ---- | ---- | ---- |
| 10   | 23   | 21   | 14   | 10   | 15   | 25   |

## Экономика
В 2007 году среди 14 человек в трудоспособном возрасте (15—64 лет) 9 были экономически активными, 5 — неактивными (показатель активности — 64,3 %, в 1999 году было 71,4 %). Из 9 активных работали 9 человек (4 мужчины и 5 женщин), безработных было 0 (0 мужчин и 0 женщин). Среди 5 неактивных 1 человек был учеником или студентом, 3 — пенсионерами, 1 был неактивным по другим причинам.